# Engelmacher

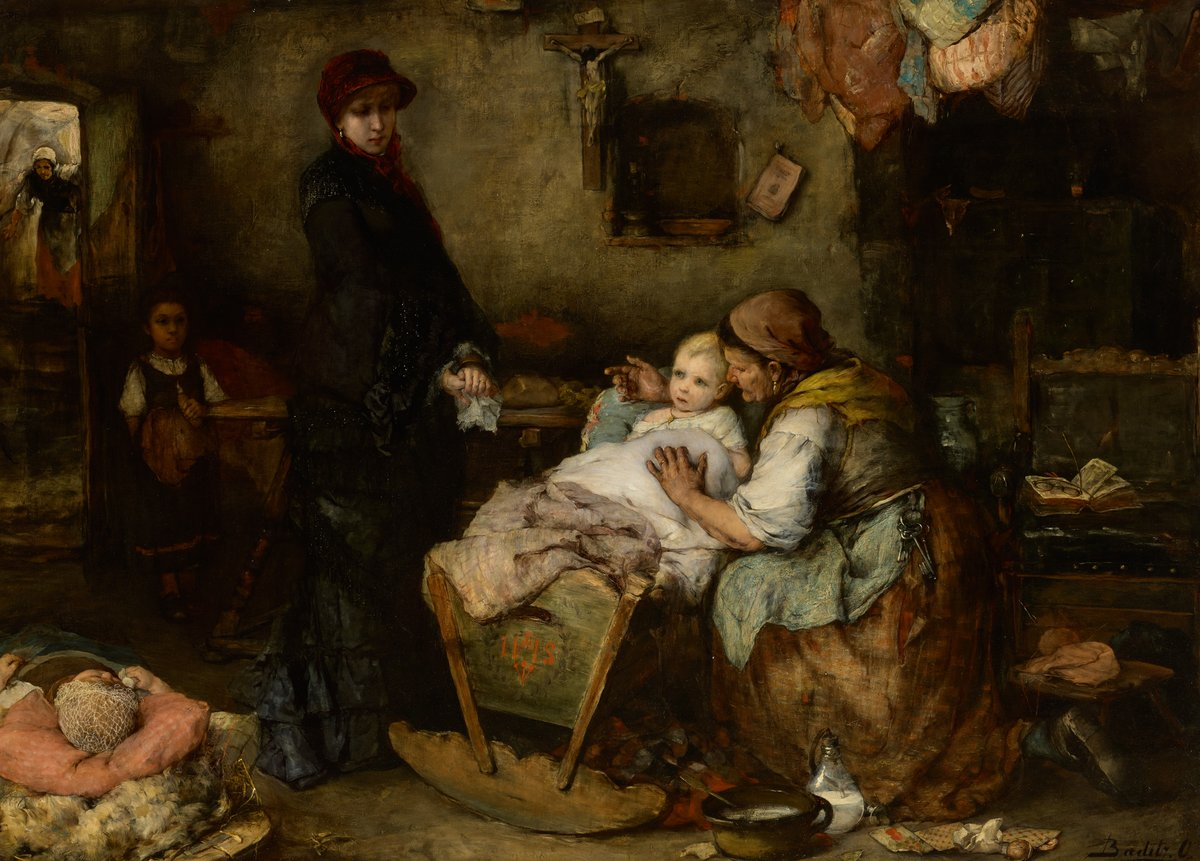
Engelmacherin in einem Gemälde von Otto von Baditz, um 1884

Als Engelmacher wird seit ungefähr 1920 in der älteren Umgangssprache euphemistisch eine Person bezeichnet, die illegal Schwangerschaftsabbrüche vornimmt (siehe: Unsicherer Schwangerschaftsabbruch). Als „Engelmacher“ können Ärzte, Hebammen oder Heiler, aber auch medizinisch nicht vorgebildete Personen tätig werden. Sie nehmen ihre Eingriffe oft auch unter hygienisch bedenklichen Bedingungen und ohne die nötige Kenntnis und Sorgfalt vor, so dass Komplikationen (z. B. Blutungen, Infektionen oder Unfruchtbarkeit) resultieren können. Auch Todesfälle der Schwangeren kamen und kommen vor. Schwangerschaftsabbrüche führen diese Personen oft mit nichtmedizinischen Instrumenten (z. B. Stricknadeln) oder Chemikalien und  Hausmitteln (z. B. (giftige) Pflanzen oder Seifenlauge) durch.
In Ländern mit legalen Möglichkeiten des Schwangerschaftsabbruchs werden Engelmacher evtl. noch tätig, wenn die Fristen des straflosen Abbruchs überschritten sind. In vielen Ländern sind Engelmacher als Kurpfuscher verboten.
Als Engelmacherin wurde weiter ab Anfang des 19. Jahrhunderts eine Frau bezeichnet, die kleine und insbesondere uneheliche Pflegekinder absichtlich sterben ließ („zu Engeln machte“), um sich am Pflegegeld zu bereichern.

## Trivia
- Helmut Qualtingers Lied Die alte Engelmacherin (1957) handelt von einer Wiener Engelmacherin, deren Handwerk wegen der Medikalisierung der modernen Gesellschaft ausstirbt.

- In der ersten Staffel des Dokudramas Charité versucht Wärterin Stine eine Engelmacherin oder einen Medizinstudenten zu finden, der an ihrer Nichte einen illegalen Schwangerschaftsabbruch vornehmen soll.